# Cavalos de Corrida
"Cavalos de Corrida" é o primeiro single e a segunda gravação da banda portuguesa de rock UHF depois da estreia com "Jorge Morreu". O single foi editado a 16 de outubro de 1980 e é o primeiro registo do contrato com a Valentim de Carvalho.[carece de fontes?]
A canção principal foi escrita por António Manuel Ribeiro e têm música do guitarrista Renato Gomes. O lado B, "Palavras", é da autoria de António M. Ribeiro.[carece de fontes?] O disco foi gravado no mês de junho mas a editora manteve-o guardado durante três meses. Editado apenas em outubro, atingiu, nos primeiros meses de 1981, a liderança do top nacional de vendas, e tornou-se o primeiro single de rock português a atingir um galardão musical, no caso, disco de prata pelos trinta mil exemplares vendidos. O baterista Américo Manuel já não participou nesta edição sendo substituído por Zé Carvalho.[carece de fontes?]
Este single deu início ao movimento de renovação musical denominado "rock português", juntamente com o tema "Chico Fininho" de Rui Veloso. Os números de catálogo são seguidos;11C 006 40535 e 11C 006 40536, respetivamente.  Em 1979, os UHF tinham lançado no mercado o extended play Jorge Morreu,[carece de fontes?] que não obteve sucesso comercial, e "Cavalos de Corrida" já andava a ser tocado pelo país antes de chegar aos estúdios de gravação, num roteiro intenso de concertos por todas as estradas de Portugal. No ano de 1980, os UHF deram 81 concertos de norte a sul de Portugal. O tema não aparece no álbum de estreia da banda tal como era habitual na época.
O primeiro videoclipe desta canção foi realizado pela RTP, para o programa Vivamúsica, mas proibido de ser exibido devido a uma ação judicial interposta por uma associação ligada ao comércio de animais. O vídeo retratava a exploração do cavalo para lá do limite do seu esforço, numa sequência de imagens com alguma violência, fazendo a analogia ao quotidiano da classe operária. Não conformado com a censura a que o vídeo fora submetido, o líder da banda teceu o comentário: "A jovem democracia tem destes equívocos". A canção fala da vida brutal das pessoas de todos os dias.
"Cavalos de Corrida" foi regravado na coletânea Cheio em 1995. Em 2012, foi editado com sonoridade acústica no álbum Ao Norte Unplugged e em versão reggae na coletânea Canções Prometidas - Raridades Vol.3.[carece de fontes?] A canção nos vários formatos contabilizou quinhentas mil reproduções.

## Lista de faixas
O single é composto por duas faixas em versão padrão. Renato Gomes partilha a composição com António Manuel Ribeiro no tema "Cavalos de Corrida", enquanto que "Palavras" é da autoria de António Manuel Ribeiro.[carece de fontes?]
| Lado A |                      |                                   |         |  |
| N.º    | Título               | Compositor(es)                    | Duração |  |
| 1.     | "Cavalos de Corrida" | António M. Ribeiro / Renato Gomes | 3:03    |  |

| Lado B         |                |                    |         |  |
| N.º            | Título         | Compositor(es)     | Duração |  |
| 1.             | "Palavras"     | António M. Ribeiro | 2:23    |  |
| Duração total: | Duração total: | Duração total:     | 5:26    |  |

## Membros da banda
- António Manuel Ribeiro (vocal e guitarra)[carece de fontes?]
- Carlos Peres (baixo e vocal de apoio)[carece de fontes?]
- Renato Gomes (guitarra)[carece de fontes?]
- Zé Carvalho (bateria)[carece de fontes?]